# Новосади (Борисовський район, Велятичівська сільська рада )
Новосади (біл. вёска Навасады) — село в складі Борисовського району Мінської області, Білорусь. Село підпорядковане Велятичівській сільській раді, розташоване в північно-східній частині області.